# Mellow Gold
Mellow Gold é o terceiro álbum de estúdio do cantor Beck, lançado em março de 1994.
Em julho de 2008, o disco tinha vendido 1 milhão e 200 mil cópias nos Estados Unidos.

## Faixas
Todas as músicas por Beck, exceto onde anotado.
1. "Loser" (Beck, Karl Stephenson) – 3:55
2. "Pay No Mind (Snoozer)" – 3:15
3. "Fuckin With My Head (Mountain Dew Rock)" – 3:41
4. "Whiskeyclone, Hotel City 1997" – 3:28
5. "Soul Suckin Jerk" (Beck, Stephenson) – 3:57
6. "Truckdrivin Neighbors Downstairs (Yellow Sweat)" – 2:55
7. "Sweet Sunshine" (Beck, Stephenson) – 4:14
8. "Beercan" (Beck, Stephenson) – 4:00
9. "Steal My Body Home" – 5:34
10. "Nitemare Hippy Girl" – 2:55
11. "Mutherfuker" – 2:04
12. "Blackhole" – 7:33

## Paradas
| Ano  | Parada        | Posição |
| ---- | ------------- | ------- |
| 1994 | Billboard 200 | 12      |